# NK Bršljanica Velika Bršljanica
Nogometni klub Bršljanica iz Velike Bršljanice osnovan je 2003. godine.  
Klub se trenutno natječe u 3. ŽNL Bjelovarsko-bilogorske – Jug. 
NK Bršljanica je jedan od 29 članova Sportske zajednice Garešnice.

## Uspjesi
- 3. ŽNL Bjelovarsko-bilogorska – Jug (6): 2013./14., 2015./16., 2020./21., 2021./22., 2022./23., 2024./25.

## Vanjske poveznice
- Profil, HNS Semafor